# Myoxomorpha seabrai
Myoxomorpha seabrai är en skalbaggsart som beskrevs av Luciane Marinoni och Dalossi 1971. Myoxomorpha seabrai ingår i släktet Myoxomorpha och familjen långhorningar. Inga underarter finns listade i Catalogue of Life.